# L'Obsession du devoir
Pour plus de détails, voir Fiche technique et Distribution.

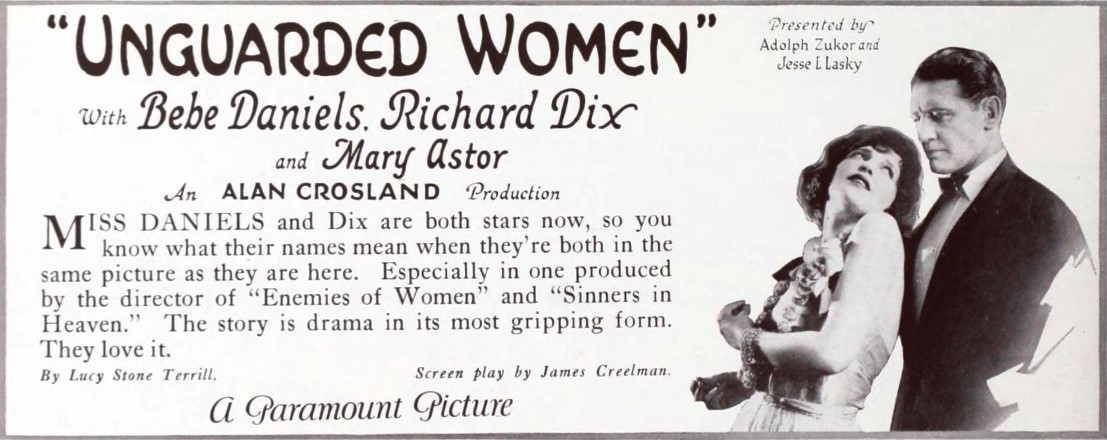
Annonce du film dans le magazine The Moving Picture World.

L'Obsession du devoir (Unguarded Women) est un film muet américain réalisé par Alan Crosland, sorti en 1924.

## Synopsis
Plutôt que de rester avec la femme qu'il aime, un homme se marie avec une autre femme dont il se sent responsable de sa situation.

## Fiche technique
- Titre original : Unguarded Women
- Réalisation : Alan Crosland
- Producteurs : Adolph Zukor, Jesse Lasky
- Production : Famous Players-Lasky Corp.
- Photographie : Henry Cronjager
- Distributeur : Paramount Pictures
- Durée : 6 bobines
- Date de sortie : 22 juin 1924

## Distribution
- Bebe Daniels : Breta Banning
- Richard Dix : Douglas Albright
- Mary Astor : Helen Castle
- Donald Hall : James Craig
- Joe King : Captain Robert Banning
- Helen Lindroth : tante Louise
- Frank Losee : George Castle
- Walter McGrail : Larry Trent
- Harry Mestayer : Sing Woo